# Втора източна кампания
Втората източна кампания е се провежда между 1 и 12 август 1898 г. в провинция Ориенте на Куба по време на Кубинската война за независимост. Това е най-кратката военна кампания от цялата война и тази, която отбелязва края на испанското владичество в Куба и на Испанската империя в Латинска Америка.

## Кампанията
Основните битки на тази кампания са в Гуаимаро през септември 1896 г., Каскоро от септември до ноември 1896 г., Хигуани и Баире, и двете през март 1897 г., превземането на Лас Тунас през август 1897 г. и битката при Гуиса от ноември 1897 г.
След влизането на Съединените щати във войната през юни 1898 г., усилията на генерал Каликсто се фокусират върху подпомагането на американския десант в източна Куба и в битките при Ел Кани и хълма Сан Хуан. Войната завършва през август 1898 г., а с нея и Втората източна кампания.
Наборът от действия, извършени в провинция Ориенте, не само с голям набор от оръжия, но също така доказва силата на Кубинската освободителна армия две години и половина след началото на войната. Кампанията води до победа за кубинците.

## Последица
Победата в тази важна военна кампания води до засилване на войната в Източна Куба, както и до доказване, че кубинските сили са активни и опитни в битка, противодействайки на испанските медийни кампании, които се опитват да потвърдят, че кубинците са победени и близо да се предадат. По същия начин кубинските сили постигат важни военни победи, включването на голям брой новобранци в редиците на Кубинската освободителна армия и получаването на нови оръжия и амуниции.